# سرای امید
سرای امید مربوط به دوره پهلوی اول است و در تهران، خیابان پانزده خرداد، بعد از خیابان ناصرخسرو واقع شده و این اثر در تاریخ ۱ مهر ۱۳۸۲ با شمارهٔ ثبت ۱۰۴۱۳ به‌عنوان یکی از آثار ملی ایران به ثبت رسیده است.
این سرا دارای دو حیاط است که به نامهای حیاط اول و حیاط دوم شناخته می‌شوند. هر حیاط شامل حجره‌های متعددی است. امروزه بخش اعظم حجره‌های این سرا به فروشندگان عمدهٔ پسته اختصاص دارد که به آنها حق‌العملکار گفته می‌شود. حق‌العملکار در ازای فروش امانی پسته‌های باغداران دو درصد حق‌العمل دریافت می‌کند.

## نگارخانه

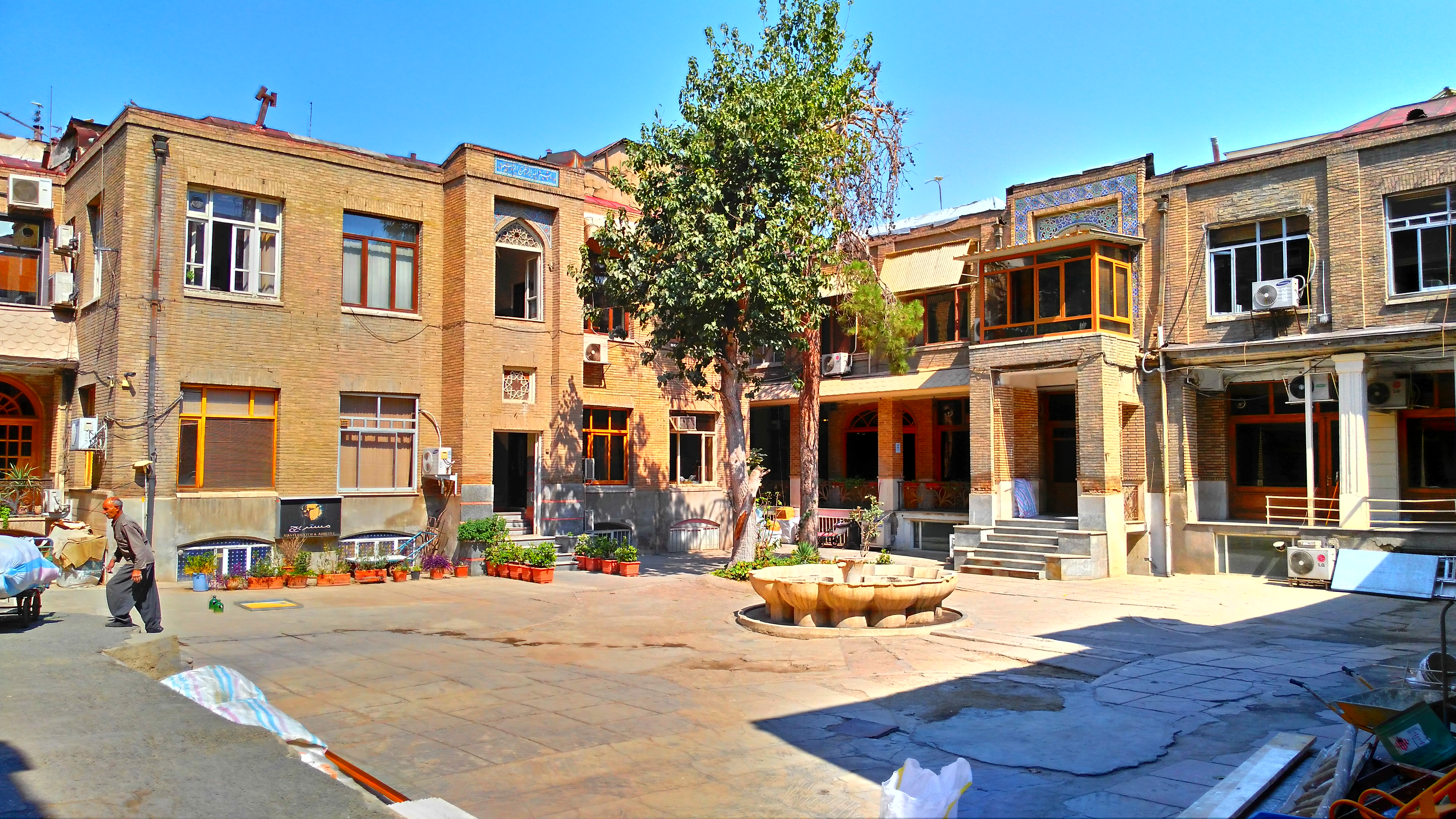
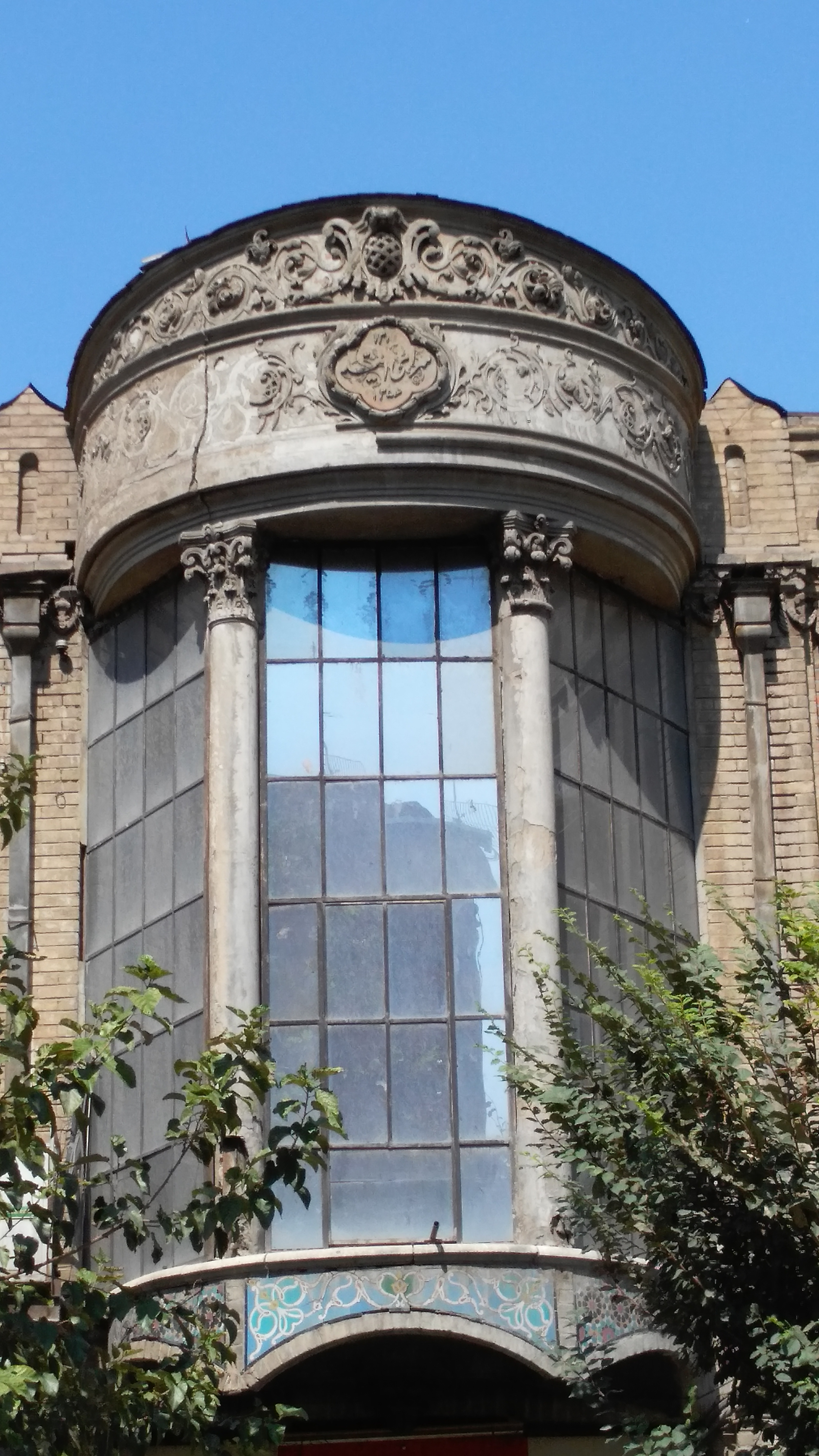
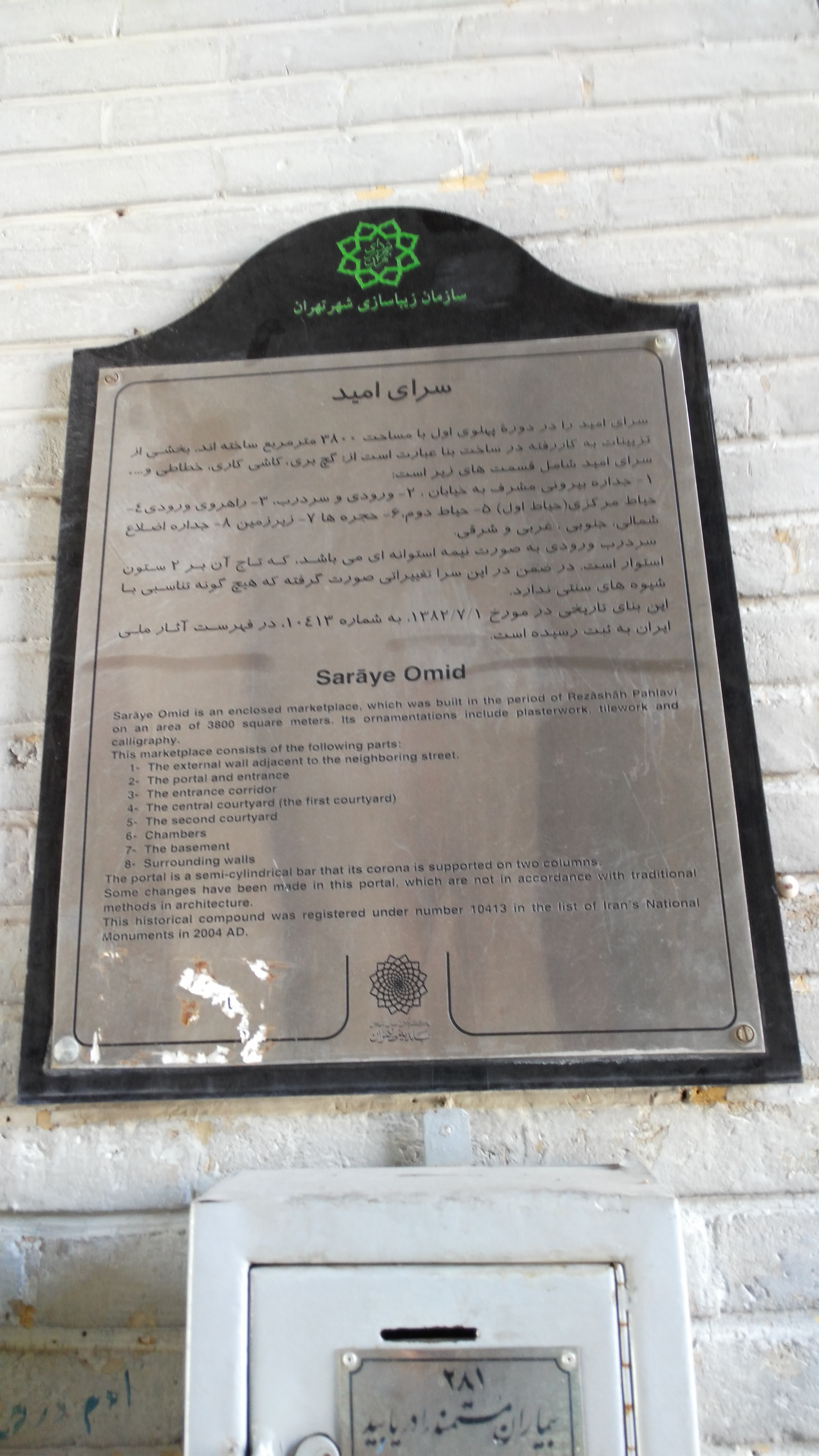
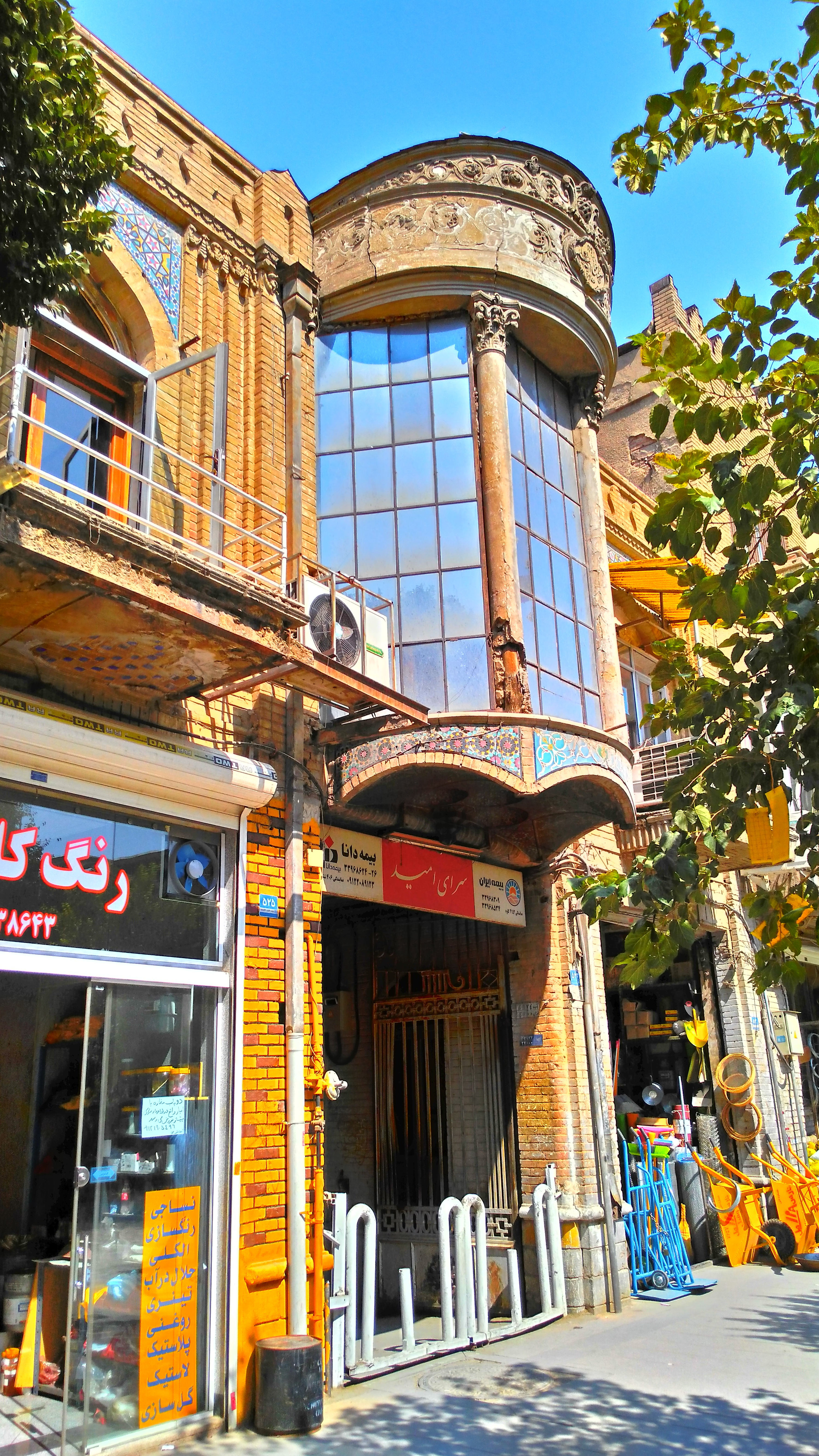
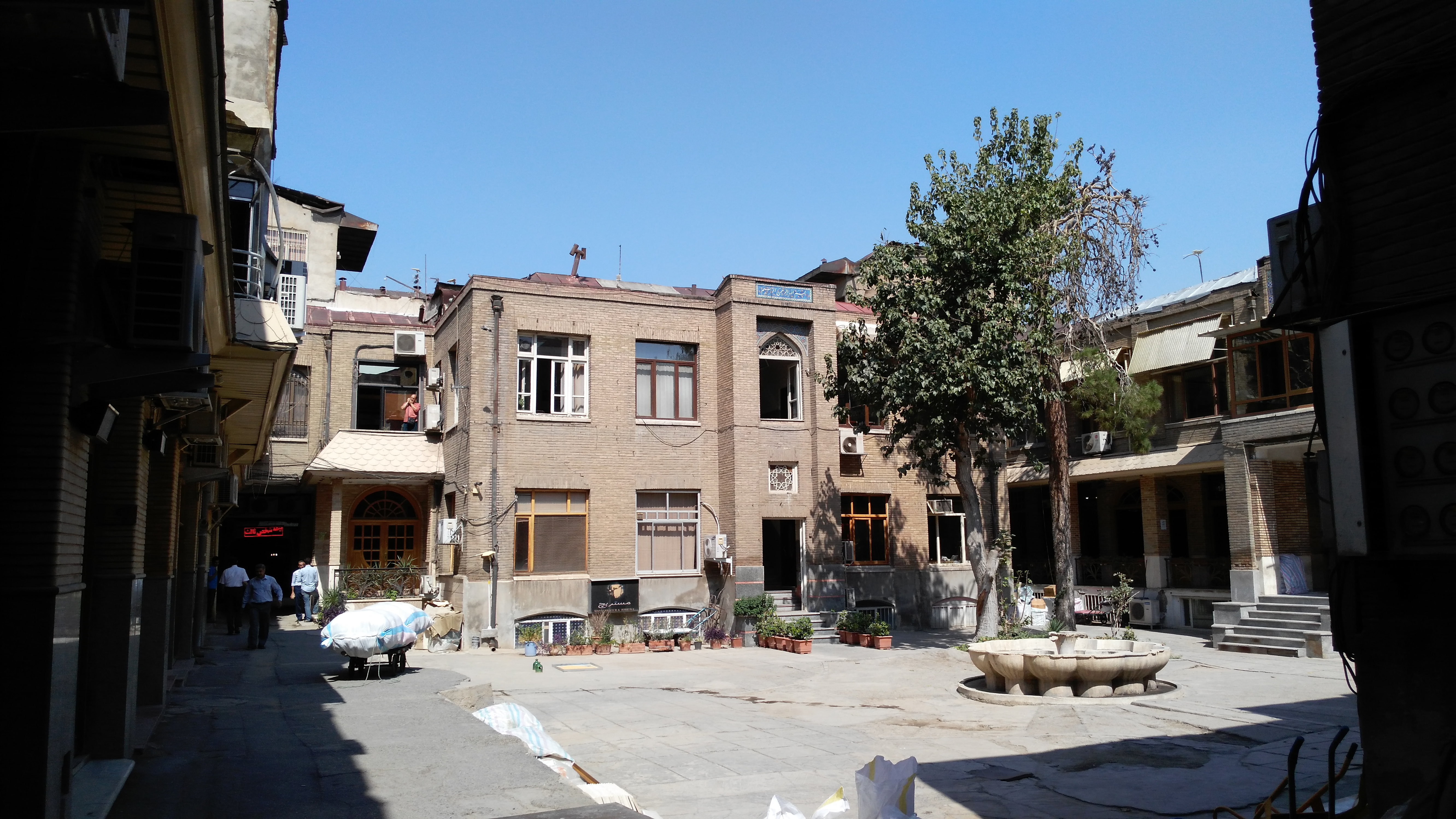
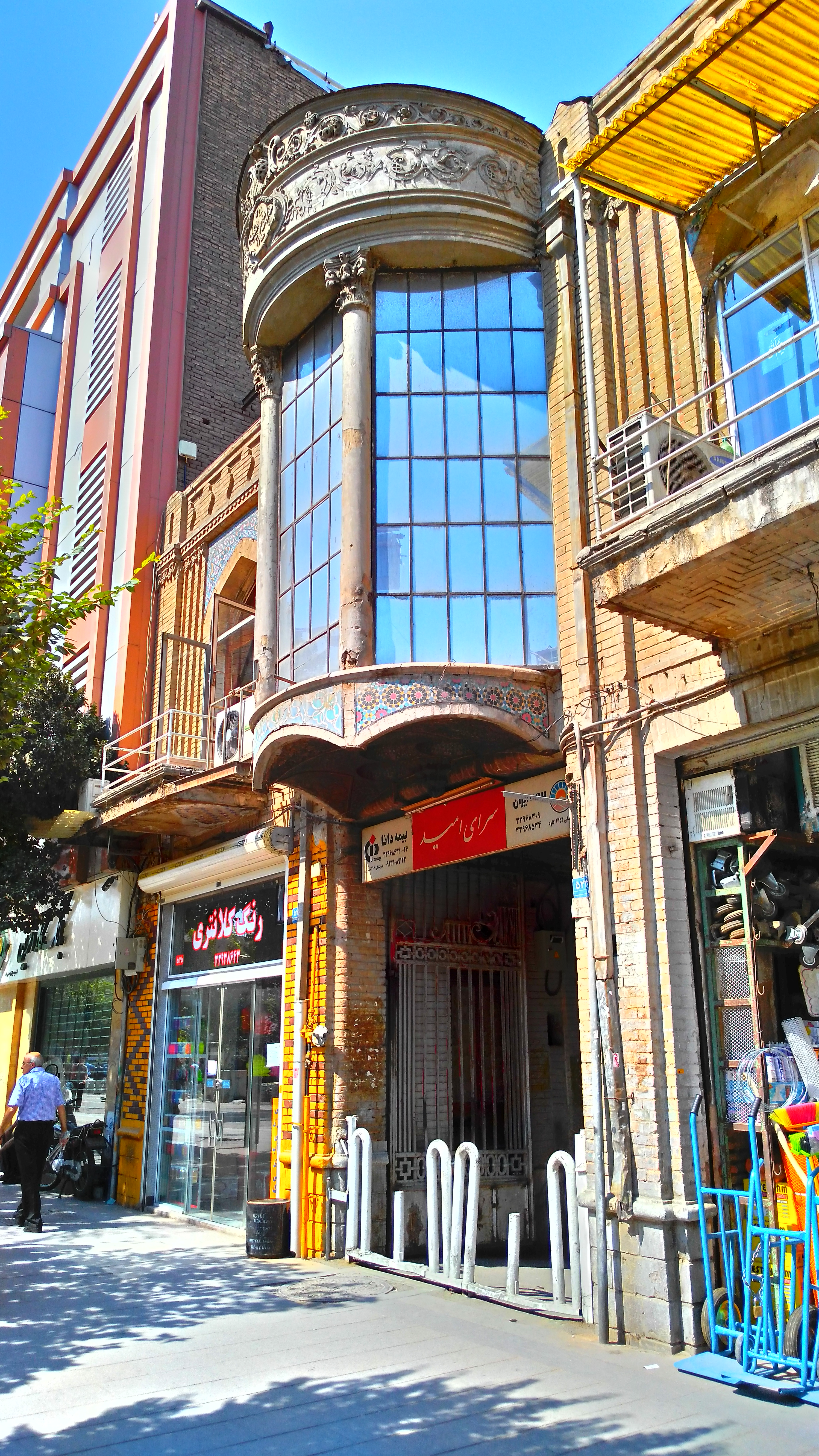
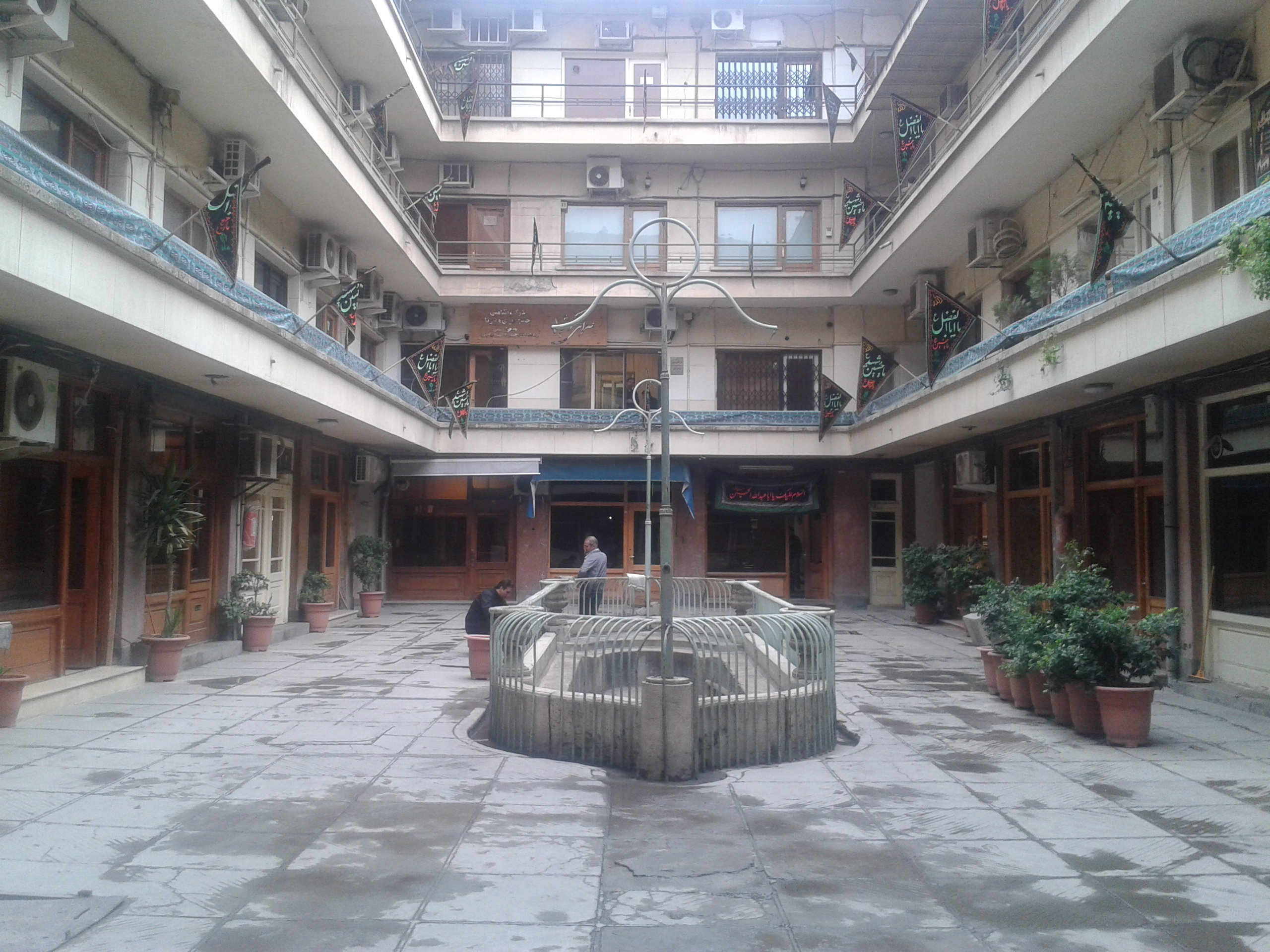

- پرونده:Saraye Omid حیاط دوم